# Teógenes de Pario
Teógenes o Teógeno de Parios (f. Cícico, 320) fue un militar romano convertido al cristianismo. Es considerado mártir por las Iglesias Católica y Ortodoxa, y venerado como santo el 3 de enero.

## Hagiografía
Teógeno nació en algún momento del siglo IV, en el Imperio Romano.
Fue reclutado por la legiones romanas en Anatolia del emperador Licinio, pero al negarse a prestar el servicio militar (por las implicaciones paganas que tenía) fue acusado de traición al Imperio y condenado a muerte. Una versión indica que era obispo de Parium (Cícico) y que el tribuno Zalininthius fue quien le pidió que renunciara para unirse al ejército romano.
Según la tradición, cuando iba a ser ejecutado afirmóː

Christianus sum, et milito Regi Regum, el non possum desertor esse Domini & Regis mei
Soy cristiano, soldado del Rey de Reyes, y no puedo ser desertor de mi Señor y Rey

Luego de ser torturado en Cícico (Parios) Teógeno fue arrojado al mar (probablemente el Egeo o el Mármara). Otras versiones indica que murió ahogado por otros soldados, luego de haber sido apaleado y encarcelado por varios días sin alimento.

### Culto
Según los registros, sus compañeros cristianos rescataron sus restos del mar y lo sepultaron bajo los muros de Villa Adamanti, en Cícico. Sus restos se encontraría en la actual Turquía, más exactamente en la ciudad de Çanakkale. Su fiesta litúrgica se celebra el 3 de enero.